# Laroin
Laroin – miejscowość i gmina we Francji, w regionie Nowa Akwitania, w departamencie Pireneje Atlantyckie.
Według danych na rok 1990 gminę zamieszkiwało 805 osób, a gęstość zaludnienia wynosiła 114 osób/km² (wśród 2290 gmin Akwitanii Laroin plasuje się na 517. miejscu pod względem liczby ludności, natomiast pod względem powierzchni na miejscu 1276.).